# Simulium arpiensis
Simulium arpiensis es una especie de insecto del género Simulium, familia Simuliidae, orden Diptera.
Fue descrita científicamente por Terteryan & Kachvoryan, 1982.